# Lễ hội Mah Grợ
Lễ hội Mah Grợ là một lễ hội của người Khơ Mú, một lễ hội khá cổ xưa, mộc mạc bản chất của tộc người làm nghề nương rẩy lâu đời. Có ý nghĩa tổng kết mùa vụ năm qua và bắt đầu một vụ mùa mới, đây là sản phẩm văn hóa tinh thần, tâm linh có nguồn gốc. Điệu múa Vêlr Guông, giữ vai trò chính trong phần sinh hoạt, giao lưu của cộng đồng.

## Hình thành
Tháng giêng, tháng hai đến tháng ba, tháng tư âm lịch là phát rẫy, đốt nương gieo trồng hạt xuống đất. Họ làm lễ Palr Hmal Phlưa - Lễ xin lửa với hồn bếp.
Tháng ba, tháng tư thời tiết thất thường, có năm hạn làm cây lúa khó mọc. Trẻ em làm trò cầu mưa, trai gái mặc áo mưa đứng giữa rời không mưa. Múa Sạp, Múa mắc ba chân. Đi đến từng nhà đi đến từng nhà, đến nhà nào, nhà ấy lấy chậu nước dội vào đám trẻ "mưa đấy, mưa rồi đấy".
Tháng tám, tháng chín âm lịch, cây lúa đã trổ bông. Bà con chủ nương trong vai "Mẹ lúa" (Ma ngọ) lên nương cắt những bông xanh làm cốm, bông vàng đem về luộc chín, khơi khô mới giã, làm gạo luộc thóc non, cốm và gạo non (thóc luộc) dành để làm lễ Mah Quai: (Mah = làm ăn, Quai = khoai) ý nghĩa là dâng cơm, lúa non cho tổ tiên, ma nhà. Lễ này nhà nào năm nào cũng phải làm, nhưng trong bản không tổ chức ăn cùng ngày, các gia đình còn tránh ngày kiêng lửa.
Lễ hội Mah Grợ trong bản những gia đình kinh tế khấm khá sẽ thay nhau làm và chỉ có làm lễ mah grợ với múa Velr guông.

## Phần lễ
Nghi thức phần lễ là có một mâm cúng tổ tiên, có ba con gà.
Con thứ nhất cắt tiết, cắt mỏ, tiết ở mỏ gà bôi vào đầu gối của những người trong nhà, nói khấn: "Do bò trèo đèo núi làm nương, đầu gối yếu mềm, nay sửa lại cho mạnh, cho cứng".
Con thứ hai, cắt tiết, quệt tiết gà vào bồ thóc, rổ khoai, nói khấn: "Thóc năm nay tốt sang năm khoai thóc tốt hơn".
Con thứ ba cắt tiết, đem xuống dưới gầm sàn bôi vào đầu con trâu, con trâu được phủ miếng vải khuýt, vải trắng trên lưng và hai sừng buộc hoa rừng vào cặp sừng. Ông chủ nói khấn: "Trâu ơi, trâu phải khỏe, đẻ nhiều con, tinh phải cứng, hổ phải sợ, sang năm trâu giúp ta làm nên cửa nhà, giàu có".

## Phần hội
Bữa cơm của chủ nhà ăn xong, mẹ lúa và những người trong gia đình đem rổ khoai, bí đỏ đã đồ chín nhừ ra giữa nhà để bắt đầu cuộc bôi khoai, bí chín vào áo mọi người. Ai bốc được thứ gì ăn một miếng còn lại bôi vào áo ông bà chủ nhà rồi khách, ai được bôi nhiều người đó sẽ gặp nhiều may mắn. Sau cuộc bôi bí là cuộc uống rượu cần chum to, lần lượt các cụ ông, đến lượt các cụ bà rồi đến khách quý, uống rượu cần hết lượt mới bước vào cuộc vui nhảy múa.